# Borysthenes cougus
Borysthenes cougus är en insektsart som beskrevs av Ju 1995. Borysthenes cougus ingår i släktet Borysthenes och familjen kilstritar. Inga underarter finns listade i Catalogue of Life.